# Oreopasites favreauae
Oreopasites favreauae là một loài Hymenoptera trong họ Apidae. Loài này được Rozen mô tả khoa học năm 1992.